# Decs
Decs är en ort i Ungern.   Den ligger i provinsen Tolna, i den sydvästra delen av landet, 140 km söder om huvudstaden Budapest. Antalet invånare är 4 210.